# Kluziv, Tîsmenîțea
Kluziv (în ucraineană Клузів) este o comună în raionul Tîsmenîțea, regiunea Ivano-Frankivsk, Ucraina, formată numai din satul de reședință.

## Demografie
Componența lingvistică a comunei Kluziv
     Ucraineană (98,14%)
     Rusă (1,24%)
     Alte limbi (0,62%)
Conform recensământului din 2001, majoritatea populației comunei Kluziv era vorbitoare de ucraineană (98,14%), existând în minoritate și vorbitori de rusă (1,24%).